# Defileringen
Defileringen eller Kapplöpningshästar framför tribunen (franska: Le défilé, Chevaux de courses devant les tribunes) är en oljemålning av den franske konstnären Edgar Degas från 1866–1868. Den inköptes av franska staten 1911 och ingår i samlingarna på Musée d'Orsay i Paris sedan 1986.
Degas var en av de främsta skildrarna av det moderna och mondäna livet ("la vie moderne") i det samtida Paris under 1800-talets andra hälft. Han målade ögonblicksbilder från kaféer, teatrar, kabaréer, cirkusföreställningar och hästkapplöpningar i vilka han med nästan vetenskaplig precision försökte fasthålla snabbt förbiglidande rörelsemoment. Hästkapplöpningar, som hade en aristokratisk brittisk aura, hade vid denna tid blivit ett populärt nöje för Paris societet. Målningen visar i sitt vidvinkliga bildutsnitt och sin decentraliserade komposition inflytande från fotografiet.

## Andra målningar av Degas från hästkapplöpningsbanor

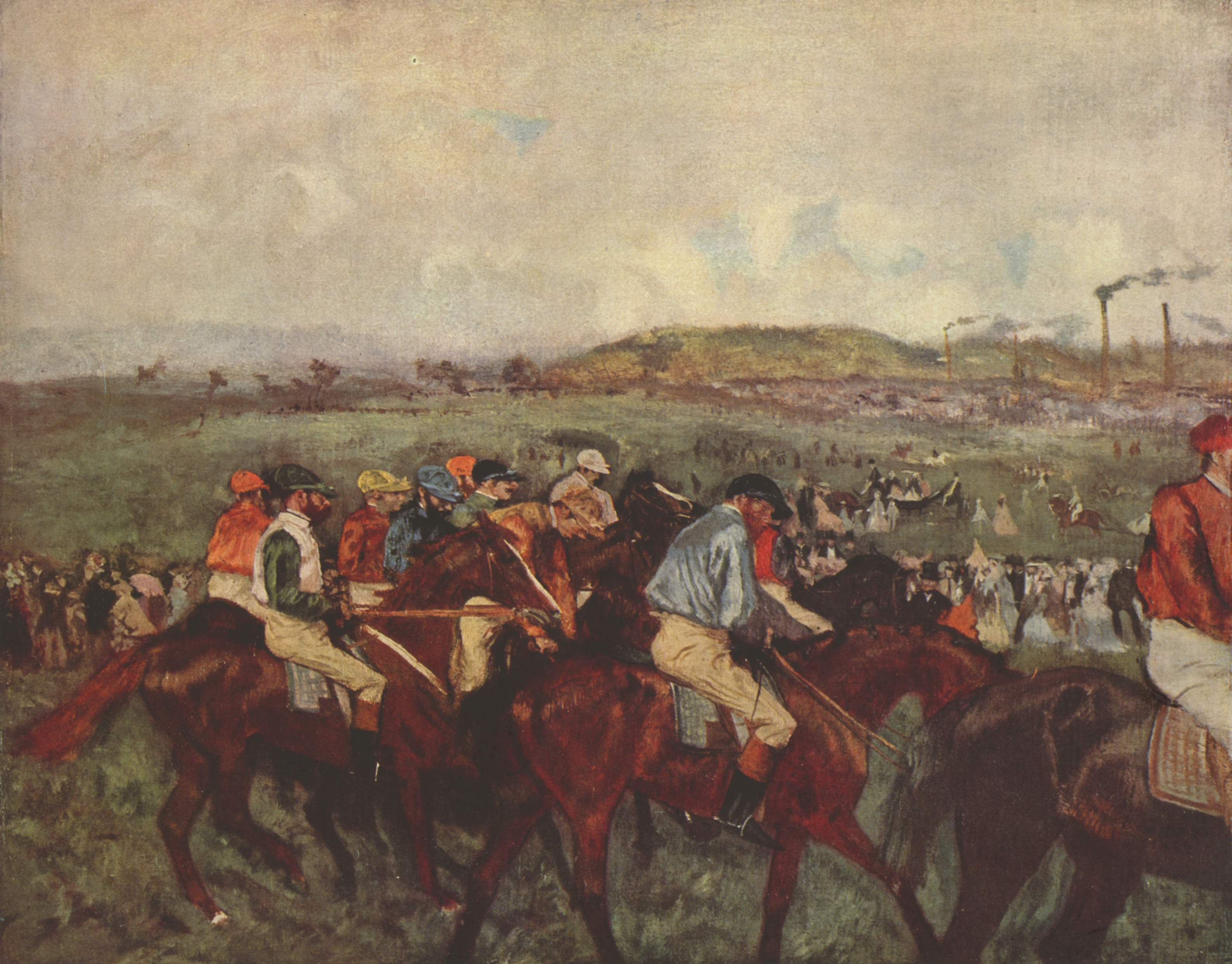
Course de gentlemen. Avant le départ (1862), Musée d'Orsay.
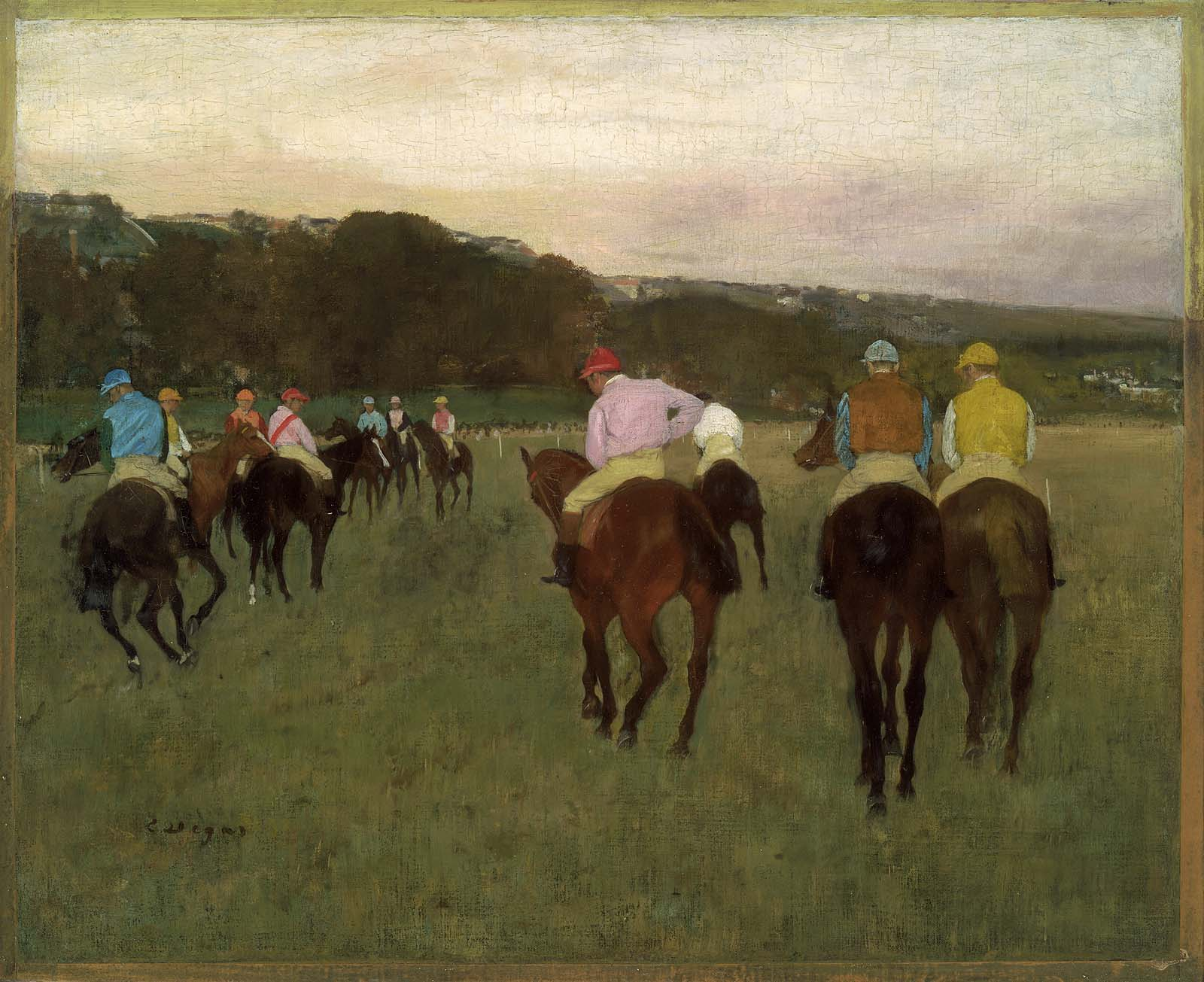
Racehorses at Longchamp (1871–1874), Museum of Fine Arts, Boston.
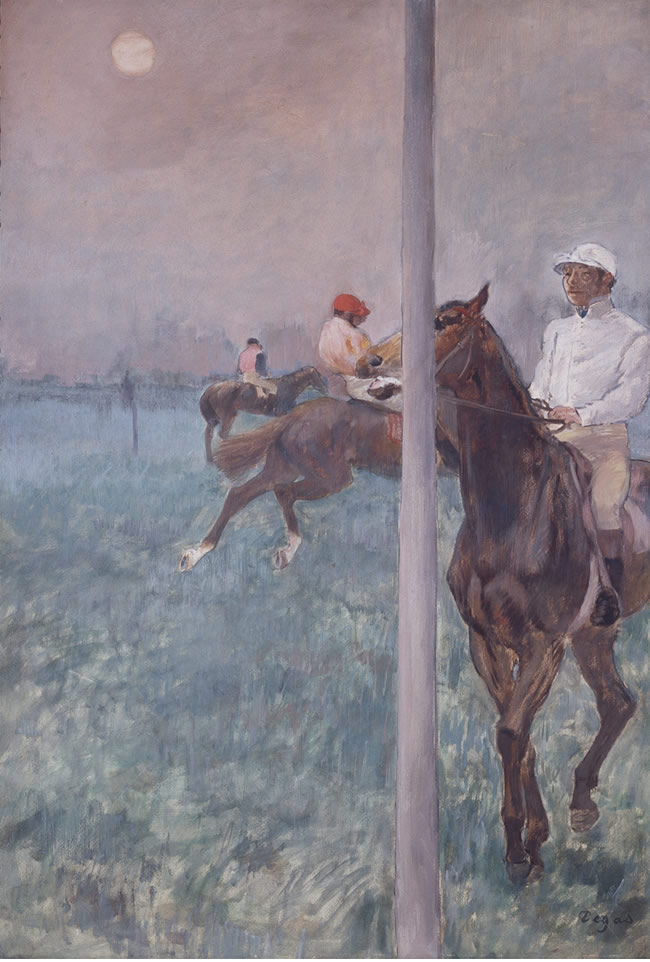
Jockeys-before the race (1878), Barber Institute of Fine Arts i Birmingham.
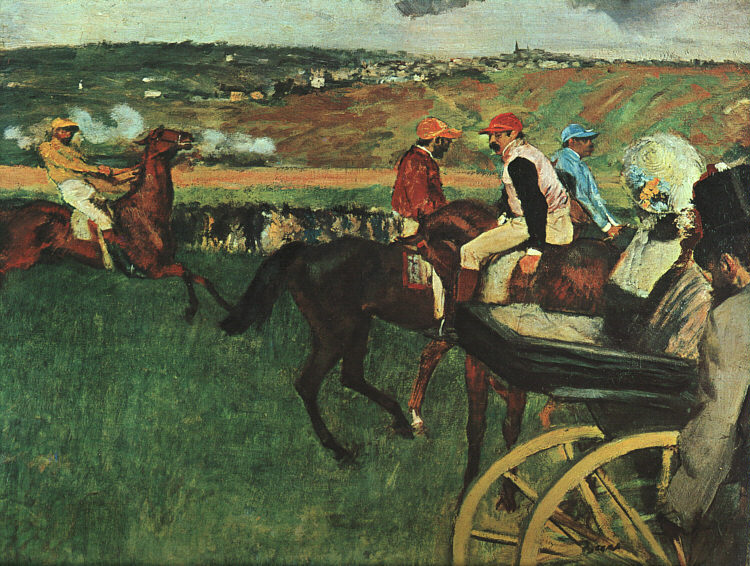
Le champ de courses. Jockeys amateurs près d'une voiture (1876–1887), Musée d'Orsay.
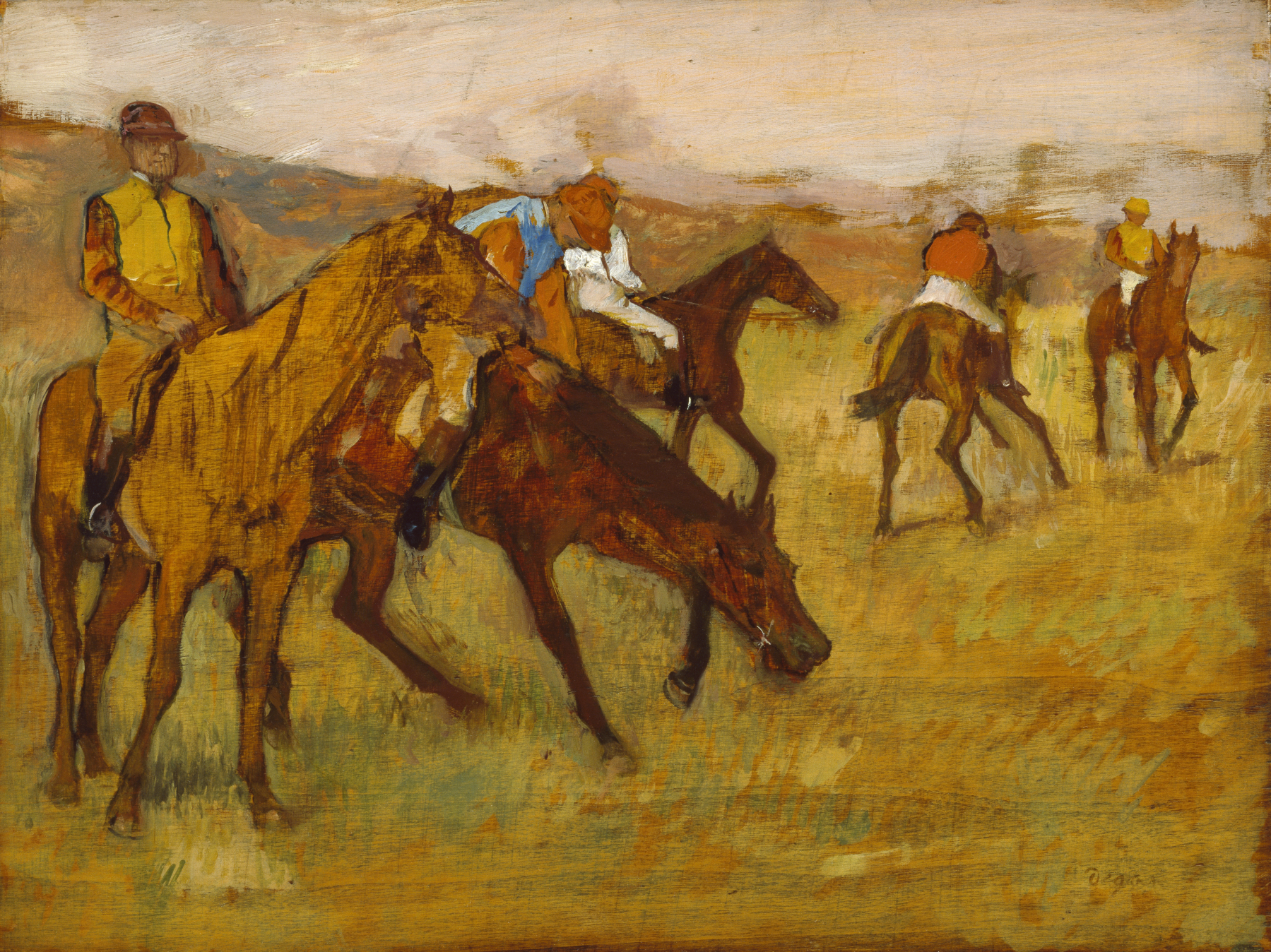
Före kapplöpningen (1882–1884), Walters Art Museum i Baltimore.